# Baie U.S.S. Glacier
Die Baie U.S.S. Glacier (französisch) ist eine kleine Bucht im ostantarktischen Königin-Maud-Land. Sie ist eine Nebenbucht der Breidvika an Prinzessin-Ragnhild-Küste.
Wissenschaftler der Belgischen Antarktis-Expedition 1957/58 unter Gaston de Gerlache de Gomery erkundeten sie. Benannt ist die Bucht nach dem US-amerikanischen Eisbrecher Glacier, der den norwegischen Segler Polarhav im Dienste belgischer Antarktisexpeditionen im Januar 1959 aus dem Packeis befreite.